# H Story
Pour plus de détails, voir Fiche technique et Distribution.
H Story est un film japonais réalisé par Nobuhiro Suwa, sorti en 2001.

## Synopsis
H Story est à la fois un remake, une mise en abyme et un commentaire du film Hiroshima mon amour d'Alain Resnais.

## Fiche technique
- Titre : H Story
- Réalisation : Nobuhiro Suwa
- Scénario : Nobuhiro Suwa
- Pays d'origine : Japon
- Langue : japonais
- Format : Couleurs - Stéréo - 35 mm
- Genre : Drame
- Durée : 111 minutes
- Dates de sortie : 17 octobre 2001

## Distribution
- Béatrice Dalle : l'actrice
- Kō Machida : l'écrivain
- Hiroaki Umano : l'acteur
- Nobuhiro Suwa : lui-même
- Caroline Champetier : elle-même
- Michiko Yoshitake : elle-même
- Motoko Suhama : elle-même

## À noter
Initialement, Suwa avait pensé réaliser un film cosigné avec Robert Kramer, afin de montrer leurs différences de point de vue sur le bombardement atomique de Hiroshima; ce n’est qu'à la suite du décès de Kramer que Suwa a commencé à penser au film de Resnais.